# Prism Stone
- プリティーシリーズ
  - プリティーリズム > Prism Stone
  - プリパラ > Prism Stone
  - キラッとプリ☆チャン > Prism Stone

Prism Stone（プリズムストーン）は、タカラトミーアーツとシンソフィアが共同開発したアーケードゲーム『キラッとプリ☆チャン』、『プリパラ』および『プリティーリズム』と連動したファッションブランド。また、同名のアパレル・キャラクターグッズ専門店。
本項では、姉妹ブランドのDear Crown（ディアクラウン）についても解説する。

## 概要
2011年4月のテレビアニメ『プリティーリズム・オーロラドリーム』（AD）放送開始に連動し、ゲームで登場する衣類やキャラクターグッズを販売するファッションブランド・Prism Stone（プリズムストーン）が立ち上げられ、ブランドと同名の実店舗が2011年4月に横浜ランドマークプラザで開店した。これ以降、日本国内各地に出店を拡大し2012年4月にはアニメ第2期 『プリティーリズム・ディアマイフューチャー』（DMF）の放送開始に合わせて新ブランド・Dear Crown（ディアクラウン）が立ち上げられ、東京・お台場に同名の実店舗を開店した。
2012年3月30日、パシフィコ横浜で行われたタカラトミー主催のイベント「プリティーガールズドリームチャレンジ2012」が「ファッションショーにおいてキャットウォークを歩いたモデルの数」でギネス・ワールド・レコーズの認定する世界記録に認定された。
ブランド・店舗ともに、タカラトミーの子会社であったファッションブランドのティンカーベルが運営に当たっていたが、同社がタカラトミー傘下を離脱したことによりタカラトミーアーツの直営へ移管されている。2014年7月にシリーズが『プリパラ』へ継承されて以降は、通信販売事業者の夢展望と業務提携を実施しており、実店舗においても『プリパラ』関連商品主体に転換したが『プリティーリズム』関連の商品も継続している。2014年秋から2016年春まで、旗艦店の原宿店と2012年から営業していた札幌店・福岡店以外はアニメのキャラクター商品が中心の「プリパラオフィシャルショップ」としてPrism Stoneとは別に展開していたが、後に統合され「Prism Stone プリパラショップ」となっている。この際には、福岡店のように一度プリパラショップへ転換していた店舗がPrism Stoneとして再リニューアルしたケースや、仙台店や名古屋店のように一度撤退した店舗の再出店も実施されている。
2016年に公開された映画『KING OF PRISM by PrettyRhythm』（キンプリ）のヒットにより、放送を終了したテレビアニメのものを含めた『プリティーリズム』関連の商品も新規に作成されており、東京ドームシティでの再出店に際しては「プリズムオールスター」を店舗名に冠して『プリパラ&プリティーリズム』の総合店舗としての性格を強めている。
2018年には、4月に放送開始した『キラッとプリ☆チャン』や「プリティーオールフレンズ」企画のグッズも取り扱うようになり、『プリティーリズム』、『プリパラ』、『KING OF PRISM』、『キラッとプリ☆チャン』を含む、「プリティーシリーズ」全体のキャラクターグッズ専門店としての役割を果たしている。
原宿店では、『キラッとプリ☆チャン』のゲーム筐体に加えて、すでに稼働を終了している『プリパラ』や『プリティーリズム』（海外（台湾・香港版）版を含む）の筐体も設置されている。2016年の夏以降は、原宿店以外でも『プリティーリズム』の筐体が設置されるようになった。2019年8月7日から仙台、東京駅、立川以外の店舗にて『プリパラ』の筐体が再設置された。
『プリティーリズム』は排出ストーンの枯渇に伴い一度稼働停止したのち、ポストカードをプレゼントする形で2021年3月から東京駅店のみで稼働していたものの、2024年4月をもって稼働が終了した。
2019年4月3日はタツノコプロOFFICIAL MALL内に「PrismStone WEB SHOP」をオープンし、実店舗でしか購入できなかった商品をインターネット経由で注文できるようになった。

## ブランド
『プリティーリズム』時代から以下の2ブランドが存在する。両ブランドは、『プリパラ』や『キラッとプリ☆チャン』にも継承されている。

### Prism Stone
Prism Stone（プリズムストーン）は、アニメの放送開始に合わせて2011年4月に商品展開を開始したファッションブランド。プリズムミルフィーカードやバトポン、ペアチアマスコットのぬいぐるみなど一部のキャラクター商品もこのブランドで販売されていた。

### Dear Crown
Dear Crown（ディアクラウン）は『DMF』の放送開始に合わせて2012年4月に商品展開を開始したファッションブランド。『プリティーリズム』ではゴールドをイメージカラーとする落ち着いたデザインを特徴としていたが、『プリパラ』ではエメラルドグリーンとピンクを基調に民族衣装的な意匠を取り入れたデザインへ転換し、ロゴも刷新している。『キラッとプリ☆チャン』では『プリティーリズム』時代と同様のロゴとデザインに回帰している。
「Dear Crown」の名称で営業していたのは2012年〜2014年にPrism Stoneお台場店（2014年閉店後、2015年に再出店）に隣接して開店した1店舗のみで、お台場以外ではPrism Stoneの店舗内での取り扱いとなっていた。

## 店舗一覧
2011年に開業した3号店までは開店順にナンバリングが行われていたが、2012年以降に開業した常設店についてはナンバリングを実施していない。

### 直営
東京駅店
東京駅の地下街・東京駅一番街にあるキャラクターショップゾーン「東京キャラクターストリート」に2017年7月25日開店。『アイドルタイムプリパラ』劇中の「パパラ宿のプリパラ」をイメージした店内装飾となっており、真中らぁらの等身大フィギュアも展示される。

### 文教堂内
下記の店舗は文教堂の1コーナーとして運営されている。
札幌店
2012年4月26日にさっぽろ東急百貨店で開店。2014年の『プリパラ』開始後もPrism Stoneとして営業を続ける数少ない店舗であったが、2016年3月13日に閉店し、同月30日に札幌パルコで移転オープン。2019年5月12日に札幌パルコのアニメガが閉店することとなったため、同年5月25日に新さっぽろアークシティ デュオに移転した。Prism Stoneを冠する現行の店舗としては、最も長く営業している。
松本店
2018年7月21日、コングロ・M内にオープン。

### アニメガ×ソフマップ内
2019年10月までは文教堂アニメガで運営されていたが、11月からソフマップに運営を移管されている。
仙台店
2012年にSELVA仙台店としてオープンし、2013年に閉店。その後、2015年8月29日に仙台ロフトへプリパラショップとして再出店し、2016年からは再びPrism Stoneを冠している。2019年8月18日に仙台ロフトのアニメガが閉店したため、プリズムストーンも同時に一旦閉店した。その後、同年11月1日にEBeanS内のソフマップにアニメガが移転し、プリズムストーンも11月23日に同店にオープンした。
静岡店
2016年3月30日に静岡109（現・静岡東急スクエア）内でオープン。
名古屋店（3代目）
2019年12月13日、ビックカメラ名古屋駅西店内にあるソフマップにオープン。後述の初代・2代目の名古屋店とは連続していないため、再出店扱いとなっている。
なんば店
2020年3月26日、梅田店から移転する形でソフマップなんば店の『アニメガ×ソフマップ』にオープン。
三宮店
2017年2月25日、センタープラザ内にオープン。
高松店
2016年6月18日、瓦町FLAG内にオープン。旧Prism Stone時代を含め四国では初出店となる。2019年3月1日に瓦町FLAG内で移転し、リニューアルオープンした。
福岡店
2012年6月に岩田屋本店内でオープンした後、2014年の『プリパラ』開始後もPrism Stoneとして営業を続ける数少ない店舗であった。2015年2月22日に閉店し、3月19日に福岡パルコでプリパラショップとしてオープン（事実上のリニューアル）。2016年からは再びPrism Stoneを冠している。2020年1月10日に併設する文教堂JOYが閉店したため、同年1月24日にソフマップ天神1号店の『アニメガ×ソフマップ』に移転した。

### WEB SHOP
PrismStone WEBSHOP
2019年4月にオープンしたネットショップ。タツノコプロOFFICIAL MALLを利用している。

### 過去の店舗
横浜ランドマークプラザ店（旧1号店）
2011年のAD放送開始に合わせ、横浜ランドマークプラザに「1号店」として開店。2014年の『プリパラ』開始後も長らく営業を続けていたが、2016年3月に閉店した。
原宿店（旧2号店）
アニメ第3期『プリティーリズム・レインボーライブ』（RL）放送開始に伴い2013年4月に開店した旗艦店。通称「パラ宿店」。
前身の旧原宿店は「2号店」として2011年にキャットストリート沿いのキデイランド仮設店舗で開店し、2012年9月にキデイランド原宿店の建て替えが完了した際に同店舗の3階に移転した。
2013年4月のRL開始時にキデイランド原宿店から独立して現在地のパルク表参道ビル1階へ移転し、2014年7月の『プリパラ』開始後も引き続き営業している。2016年4月23日に店舗のリニューアルを実施した。
2021年3月14日閉店、同ビル2階の「プリズムストーンカフェ」に統合される
秋葉原店
通称「アキパパラ店」。コトブキヤ秋葉原館での『プリパラ』筐体設置や関連商品取り扱いから発展する形で2016年7月23日にオープン。立川店へ移転のため、2017年2月28日に閉店した。
お台場・ヴィーナスフォート店
2012年4月のDM放送開始時に旗艦店として開店。隣接してDear Crownの店舗が同時開店したが、Dear Crownの名称で営業した店舗はこの1店のみであった。Prism Stone・Dear Crownとも2014年3月に閉店したが、2015年7月に「アニメガ ヴィーナスフォート」内でプリパラショップとして再出店し、2016年からは再びPrism Stoneを冠している。2018年1月28日閉店。
新宿店（2代目）
2016年12月30日、新宿アルタ5階にオープン。2018年4月30日閉店。2012年には小田急百貨店新宿店やタカシマヤタイムズスクエアにPrism Stoneを期間限定出店した後に、同年9月6日に京王百貨店新宿店に開店したが、2014年2月5日に閉店しており、後の（2代目）とは連続していないため再出店となっていた。
名古屋店（2代目）
2016年9月3日、丸栄2階にオープン。2018年6月30日に丸栄が閉店となったため、Prism Stoneも閉店となった。
2012年には名鉄百貨店本店（店舗名「名古屋店」）と松坂屋名古屋本店（店舗名「名古屋栄店」）にそれぞれPrism Stoneとして開店していたが栄店は2013年、名古屋店は2015年に閉店しており、いずれも現行の（2代目）名古屋店とは連続していないため再出店となる。
心斎橋店
2016年7月22日、心斎橋OPA7階にオープン。大阪への出店は2011年のキデイランド梅田店内（旧3号店）が最初であったが2012年9月5日に閉店し、その後も不定期に同店で取り扱いコーナーを設けていた。2019年3月31日に梅田店に移転のため閉店。
熊谷店
2017年5月3日、ニットーモール内にオープン。2019年11月17日、プリズムストーンコーナーが終了。
立川店
2017年3月18日、秋葉原店から移転する形でコトブキヤ立川本店にオープン。2020年1月26日終了。
梅田店
2019年4月6日、心斎橋店から移転する形で梅田ロフト内にオープン。2020年3月15日に梅田ロフトの文教堂が閉店。同年3月26日になんば店に移転。

#### その他の店舗
- FKD宇都宮インターパーク店
- そごう大宮店
- イオンモール羽生店
- 東急百貨店吉祥寺店
- 伊勢丹府中店
- 伊勢丹立川店
- 横浜・モザイクモール港北店
- 近鉄百貨店奈良店
- 岡山ロッツ店
- 井筒屋小倉本店

#### サテライトショップ（期間限定出店）
2011年6月30日から7月24日までキデイランド吉祥寺店（東京都武蔵野市）に出店されていたのを始め、夏休み期間中よりそごう・西武を中心に日本国内各地の百貨店で期間限定のサテライトショップが出店されていた。2014年の『プリパラ』放送開始後はキデイランド梅田店に出店しているほか、東京おもちゃショーのタカラトミーアーツブースなどのイベントにも出店している。

## アニメ・ゲームでのPrism Stone
Prism StoneおよびDear Crownは『プリティーリズム』『プリパラ』『キラッとプリ☆チャン』のアニメ・ゲーム内でも登場する。

### プリティーリズム
ゲーム（アーケード、3DS版）ではステージの1つに「プリズムストーンショップ」がある。
ミニスカート
シーズン4-6の「ミニスカートであそぶ」でもプレイヤーが使用する。
オーロラドリーム・ディアマイフューチャー
作中でMARsやPrizmmy☆が所属する芸能事務所・プリティートップが横浜に1号店、お台場に2号店を出店したブランドショップと言う扱いでCallingsのショウがデザイナーを担当している。
Dear Crownは韓国の芸能事務所・ディアプリンセスが立ち上げたブランドショップで、日本進出に際してプリティートップが総代理店となりお台場のPrism Stone隣に出展した。ユンスがデザイナーを担当している。
レインボーライブ・KING OF PRISM
Dear Crownはプリズムクイーンの天羽ジュネがプロデュースするブランドで、その設立には、プリズムショー協会会長・氷室聖の支援が存在していた。
Prism Stoneは「DJ.COO」こと黒川冷が新規に立ち上げたブランドで、原宿のDear Crown向かいに出店しており、RL第1話では面接に合格した彩瀬なるが店長に採用された。キンプリでは、なるはすでにPrism Stone店長を退いているが、DJ.COOや新しい店長により、店自体は営業を続けており、エーデルローズを離脱していたカヅキはプリズムキングカップにPrism Stone所属で出場した。

### プリパラ
プリパラ・アイドルタイムプリパラ
ブランドショップ兼、仮想世界「プリパラタウン」の入り口として、プランスのプリパリに総本部を置き世界各地に出店している（1国につき1店舗とは限らず、日本でもパラ宿やパパラ宿をはじめ全国各地にPrism Stoneやプリパラが存在する）。「プリパラ」ではパラ宿店が主な舞台となっていたが、「アイドルタイム」からはパパラ宿店が主な舞台となっている。
Dear Crownは3rdシーズンからファッションブランドとして登場しており、長い歴史を誇るセレブご用達のブランドとされている。

### キラッとプリ☆チャン
キラ宿にあるPrism Stone内に、プリ☆チャン動画を配信するためのスタジオが設置されている。赤井めが姉ぇが店長を務めている。
2ndシーズンからPrism Stoneの隣にDear Crownが出店している。幸瀬なる（『レインボーライブ』の彩瀬なるがモデル）が店長を務める。